# Rachel Brosnahan
Rachel Brosnahan (n. 12 iulie 1990, Milwaukee, Wisconsin, SUA) este o actriță americană, câștigătoare a premiilor Emmy și Globul de Aur.
Este cunoscută pentru rolul principal al unei comediene aspirante în serialul de comedie The Marvelous Mrs. Maisel (2017–2023), produs de Amazon Prime Video pentru care a câștigat un premiu Emmy în 2018 și două Globuri de Aur consecutive, în 2018 și 2019. A apărut și în serialul de thriller politic House of Cards (2013–2015) și în serialul dramă Manhattan (2014–2015).
Brosnahan și-a făcut debutul în film în filmul de groază The Unborn (2009) și a apărut în filme precum Beautiful Creatures (2013), Louder Than Bombs (2015), The Finest Hours (2016), Ziua Patrioților (2016), Spioni deghizați (2019), The Courier (2020) și I'm Your Woman (2020).